# Grenagh
Grenagh är en ort i republiken Irland.   Den ligger i grevskapet County Cork och provinsen Munster, i den södra delen av landet, 220 km sydväst om huvudstaden Dublin. Grenagh ligger 139 meter över havet och antalet invånare är 562.
Terrängen runt Grenagh är platt, och sluttar söderut. Runt Grenagh är det ganska tätbefolkat, med 230 invånare per kvadratkilometer. Närmaste större samhälle är Cork, 16,1 km sydost om Grenagh. Trakten runt Grenagh består i huvudsak av gräsmarker.